# Punta Makapuu
Punta Makapuu (anche scritto Makapuʻu) è il capo orientale dell'isola di Oahu nell'arcipelago delle Hawaii. Situata a circa 21 chilometri a est del centro di Honolulu, capitale dello stato, la punta è una popolare meta escursionistica per via dei mozzafiato colpi d'occhio di cui si può godere da essa.
La punta ospita il faro di Punta Makapuu, costruito nel 1909 ed automatizzato dal 1974. Il faro e i terreni circostanti sono proprietà della Guardia costiera statunitense.
La punta è inoltre un ottimo punto dal quale praticare l'osservazione dei cetacei e ha fatto da sfondo ad uno dei celebri "primi baci" della commedia 50 volte il primo bacio del 2004.